# Cerebus the Aardvark

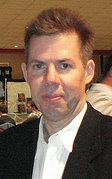
Foto de Dave Sim, creador de Cerebus, tomada en la Small Press and Alternative Expo en el 2007.

Cerebus o Cerberus the Aadvark es una serie de historietas creada por el canadiense Dave Sim que se publicó desde 1977 hasta el 2004. El personaje principal de esta serie de 300 números es un aardvark antropomorfo que asume varios roles a lo largo de la serie: bárbaro, primer ministro y máximo pontífice entre estos. La serie destaca por su experimentación en la forma y el contenido, y por la destreza de sus ilustraciones, especialmente después de que el artista de fondos Gerhard se unió a partir del número 65 hasta su conclusión. A medida que la serie avanzaba, se convirtió cada vez más en una plataforma para las controvertidas creencias de Sim. Una de las grandes peculiaridades de Cerebus es que Dave Sim lo realizó fuera del mercado de las grandes firmas de cómics autoeditándose y ya desde la primera entrega anuncia que se trata de una serie limitada de 300 números, 25 años en una publicación mensual.
Comenzó como una publicación bimestral a blanco y negro parodia del género espada y brujería, que asemejaba una mezcla entre Conan el Bárbaro y Howard the Duck, pero conforme la serie avanzaba y se convertía en una publicación mensual exploró una variedad de otros temas, incluyendo asuntos de política, religión y género. Con un total de 6000 páginas, progresivamente se volvió más serio y ambicioso que sus raíces paródicas, lo que se conoce como «Síndrome de Cerebus». Sim anunció desde el principio que la serie terminaría con la muerte del personaje titular. La historia tiene un gran elenco de personajes, muchos de los cuales comenzaron como parodias de personajes de cómics y la cultura popular.
A partir del arco «High Society» la serie se dividió en «novelas» autocontenidas, que forman parte de la historia general. Las diez «novelas» de la serie se han recopilado en 16 libros conocidos como «listines telefónicos de Cerebus» por su parecido, debido a su grosor, a las guías telefónicas.

## Personajes

### Cerebus
Cerebus es un aardvark gris bípedo antropomorfo misantrópico de 3 pies (0,91 m) de altura. Se refiere a sí mismo por su nombre, en tercera persona, con excepciones ocasionales en los primeros números. Dave Sim ha descrito la voz de Cerebus indicando que sonaría como la del actor George C. Scott. Aunque él se considera a sí mismo como un hombre, y es tratado como tal, es un hermafrodita, que posee los genitales y los sistemas reproductivos de ambos sexos. Teóricamente sería capaz de embarazarse a sí mismo; sin embargo, una lesión infantil que sufrió en el útero hace esto imposible.
Él es un personaje amoral. A menudo es grosero y tosco, tiene mal genio y le encanta emborracharse. En el arco argumental «Guys», se describe que Cerebus tiene «una auto-absorción que roza lo patológico». En el arco argumental «Church and State», Cerebus, después de convertirse en pontífice máximo, utiliza métodos brutales para enseñar lecciones de moralidad. Sin embargo, es valiente, astuto y puede mostrar un afecto genuino por aquellos a quienes considera iguales o por los que tiene sentimientos. Es un táctico y estratega hábil, es muy diestro en el combate mano a mano, y tiene una habilidad especial para la improvisación y la manipulación. Recibió entrenamiento en magia cuando era niño, pero se le describe como capaz solamente de reconocer la magia y tratar con ella en lugar de poder usarla.
Durante la mayor parte de la serie, Cerebus posee una habilidad innata de «magnificación». Esta habilidad, de la que muestra poca (si es que tiene) conciencia, es una tendencia a que los eventos que ocurren a su alrededor se vuelvan inusualmente enfocados y ordenados, con acciones y consecuencias intensificadas y, a veces, con efectos paranormales, y luego se desvanecen de ese estado en su ausencia. Esta habilidad también afecta a las personas a su alrededor en diversos grados, amplificando sus rasgos de personalidad y habilidades, y también amplifica cualquier magia que esté presente.

### Personajes secundarios
Jaka Tavers
El gran amor en la vida de Cerebus. Bailarina de profesión, es la sobrina de Lord Julius y (ex)esposa de Rick Nash.
Lord Julius
Gran señor de la ciudad-estado de Palnu, que ejerce el control haciendo que la burocracia sea increíblemente densa e incomprensible. Es astuto e inteligente, pero a menudo se hace el tonto para así confundir y desconcertar a los adversarios. Su diseño y comportamiento se basan en Groucho Marx, que incluye insultos instantáneos, un cigarro constante, el mismo paso de gallina y un bigote pintado.
Astoria
Una hermosa manipuladora política, ex=esposa de Lord Julius y la principal fuerza impulsora de la campaña de Cerebus para convertirse en primer ministro de la Alta Sociedad. Ella es la líder de los Kevillists, una secta feminista que se opone a Cirin. Los Kevillistas contrarían la filosofía de los Cirinistas, pero preferirían el poder en manos de las hijas en lugar de las madres. Ella lleva ese nombre por la actriz Mary Astor, y puede estar inspirada de alguna manera por la exesposa de Dave Sim, Deni Loubert, aunque el mismo Sim lo niega en el número 298.
Elrod el Albino (Elrod de Melvinbone)
Esencialmente Elric de Melniboné de Michael Moorcock con la voz y personalidad del Senador Claghorn (o Foghorn Leghorn), Elrod es un personaje casi puramente cómico cuyo principal objetivo es frustrar y enfurecer a Cerebus. En el arco argumental «Reads» se revela que fue creado por la proximidad de Cerebus a una gema mágica, y después de aprender esto, desaparece de la existencia. Sin embargo, Joanne le dice a Cerebus que ella y su esposo solían vivir al lado de Elrod, quien estaba casada en ese momento con Red Sophia.
Roach (Artemis)
Un personaje superhéroe incompetente. Dave Sim usó a Roach para satirizar los personajes populares de cómics o las tendencias de publicación de la industria, comenzando con Batman. Sus otros alias han incluido Captain Cockroach (Captain America), Moonroach (Moon Knight), Wolveroach (Wolverine), The Secret Sacred Wars Roach (serie Secret Wars de los superhéroes de Marvel Comics y Batman de The Dark Knight Returns por Frank Miller), normalroach (normalman de Jim Valentino), Punisherroach (The Punisher), Swoon (The Sandman), y el sargento Preston de la policía montada real de Iestan (el personaje principal de la serie de radio Challenge of the Yukon).
Adam Weisshaupt
Es un implacable opositor político de Cerebus a lo largo del arco argumental «Church & State». Sus manipulaciones tanto de Cerebus como de Roach llevaron a que sus peones eventualmente se volvieran más poderosos de lo que él jamás esperaba ser. Weisshaupt lleva el nombre del histórico Adam Weishaupt, pero se parece a George Washington (una conexión bien conocida por los teóricos de la conspiración Illuminati).
Bear
El mejor amigo de Cerebus de sus días mercenarios y principal compañero de tragos. En el arco argumental «Guys» hay indicios de que Cerebus está suprimiendo una atracción hacia él.
Joanne
Introducida en un posible futuro para Cerebus y Jaka por «Dave» en el arco argumental «Minds», Joanne es una ama de casa aburrida que tiene un romance con Cerebus. Después de que Cerebus vuelve a Estarcion, Joanne reaparece y se convierte en su amante, solo para ser rechazada por Cerebus. Más tarde, seduce a Rick como una forma de burlarse de Cerebus. Ella es, en muchos sentidos, un opuesto a Jaka, y Cerebus basa gran parte de sus opiniones posteriores al arco argumental «Guys» sobre cómo tratar con las mujeres en su experiencia con ella. Después de que la madre de Sheshep deja a Cerebus, él la etiqueta como «Nueva Joanne».
Bran Mac Mufin
Originalmente, un señor de la guerra bárbaro de quien la gente adoraba un ídolo que se parecía mucho a Cerebus (y que el aardvark destruyó). Más tarde aparece de forma bastante inesperada, con ropas civilizadas, para actuar como asesor de Cerebus en dos ocasiones separadas, primero en la campaña de Cerebus y primero en ser el primer ministro de Iest y luego llegar después de que Cerebus es el pontífice máximo para observar los milagros y darle consejos, aunque parece tener una agenda oculta. Durante la última campaña, Cerebus afirma que confía en el consejo militar de Mac Mufin más que en los demás. Cuando Thrunk desposa a Cerebus, Mac Mufin se suicida apuñalándose en el pecho con una espada. El es una parodia del bárbaro celta Bran Mak Morn, del autor Robert E. Howard. En su primera aparición en el número 5 su nombre se deletreaba Bran Mak Mufin, pero en apariciones posteriores se le llama Bran Mac Mufin.
Rick Nash
Presentado por primera vez como el marido de Jaka en el arco argumental «Jaka's Story», Rick es un amable y gentil hombre a quien Davce Sim describió en la introducción a la «guía telefónica» de «Jaka's Story» como «el más cercano que jamás veré a la representación de un ser humano benévolo y completamente decente, totalmente sin engaños ni malicia». Después de que su matrimonio con Jaka se haya disuelto, se vuelve un poco loco. Finalmente, se convierte en el profeta de una religión centrada en Cerebus.
Suenteus po
El tercer aardvark de Estarcion, que ha vivido varias vidas y ha dado forma a la historia de Estarcion. También es un nombre muy común y varias personas llamadas «Suenteus Po» aparecen en la historia en varios roles, uno como un ilusionista enigmático y otro como un historiador que narra una parte importante del primer reinado de Cerebus como primer ministro de Iest (aunque está fuertemente implícito que ambas Pos son el mismo aardvark). En el arco argumental «High Society» se menciona que algunos de los seguidores del Suenteus Po original nombraron a sus hijos en honor a él. El nombre puede ser un error ortográfico juguetón del nombre del historiador romano Suetonius. Había una banda de rock en el sello musical Solana Records de San Francisco llamada Suenteus Po, que lanzó un álbum en 2000.
El elfo de la regencia
Un espíritu infantil y juguetón que habita las habitaciones de Cerebus en el Regency Hotel durante el arco argumental «High Society»; al principio, solo Cerebus puede verla. Ella ayuda a Cerebus con algunos de sus artimañas políticas, aunque, por inocente que parezca, todo es solo un juego para ella. Está inspirada en parte por Elfquest y su creadora Wendy Pini. Visualmente, está inspirada en Debbie Harry.

## Trayectoria editorial
Las dieciséis «novelas» o «phonebooks» (alrededor de 500 páginas) que se publicaron de Cerebus fueron las siguientes:
- CEREBUS Libro 1 (1987): contiene los números 1-25 (en las últimas reediciones del libro se ha publicado también «Silverpoon», historieta corta de Cerebus realizada en planchas (como en el Príncipe Valiente de Harold Foster) en Cómics Buyer's Guide (1980) y reeditada en Swords of Cerebus N.º 4 y también en Cerebus World Tour Book). Tiene 534 páginas y todo el tomo es totalmente realizado por Sim.
- HIGH SOCIETY Libro 2 (1986; este libro se publicó antes que el primero porque las historias recogidas en el anterior tomo se editaron en Swords of Cerebus [1981-1984]): contiene los números 26-50. Tiene 512 páginas y todo el tomo es totalmente realizado por Sim.
- CHURCH AND STATE Volumen 1 Libro 3 (1987): Contiene los números 52-80 (el número 51 no se incluye por ser una historia auntoconcusiva, sin relación con la saga, reeditada en Cerebus Chuch and State N.º 1 y en Cerebus N.º 0). Tiene 592 páginas y el tomo es realizado por Sim y Gerhard.
- CHURCH AND STATE Volumen 2 Libro 4 (1988): contiene los números 81-111. Tiene 630 páginas y el tomo es realizado por Sim y Gerhard.
- JAKA´S STORY Libro 5 (1991): contiene los números 114-136 y el último capítulo del 138 (el número 112/113 no se incluye porque fue en realidad un especial de 40 páginas con los dos números en uno y siendo una historia autoconclusiva, solo se ha reeditado una vez en el Cerebus N.º 0, el número 137 y el primer capítulo del 138 no se incluye por ser una historia autoconclusiva sin relación con la saga, solo se ha reeditado una vez en el Cerebus N.º 0). Tiene 486 páginas y el tomo es realizado por Sim y Gerhard.
- MELMOTH Libro 6 (1991): contiene los números 139-150. El tomo es realizado por Sim y Gerhard.
- FLIGHT (Mothers and Daughters Volumen 1) Libro 7 (1993): contiene los números 151-162. Tiene 246 páginas y el tomo es realizado por Sim y Gerhard.
- WOMEN (Mothers and Daughters Volumen 2) Libro 8 (1994): contiene los números 163-174. Tiene 247 páginas y el tomo es realizado por Sim y Gerhard.
- READS (Mothers and Daughters Volumen 3) Libro 9 (1995): contiene los números 175-186. Tiene 247 páginas y el tomo es realizado por Sim y Gerhard.
- MINDS (Mothers and Daughters Volumen 4) Libro 10 (1996): contiene los números 187-200. Tiene 286 páginas y el tomo es realizado por Sim y Gerhard.
- GUYS Libro 11 (1997): contiene los números 201-219. Tiene 408 páginas y el tomo es realizado por Sim y Gerhard.
- RICK´S STORY Libro 12 (2002): contiene los números 220-231. Tiene 246 páginas y el tomo es realizado por Sim y Gerhard.
- GOING HOME Libro 13 (2002): contiene los números 232-250. Tiene 386 páginas y el tomo es realizado por Sim y Gerhard.
- FORM AND VOID Libro 14 (2003): contiene los números 251-265. El tomo es realizado por Sim y Gerhard.
- LATTER DAYS Libro 15 (2003): contiene los números 266-288. Tiene 512 páginas y el tomo es realizado por Sim y Gerhard.
- THE LAST DAY Libro 16 (2004): contiene los números 289/290-300 (los números 289/290 se publicaron juntos en un mismo número con la portada el 289 y la contraportada con la portada el 290). Tiene 260 páginas y el tomo es realizado por Sim y Gerhard.

Aparte de los «phonebooks», Cerebus tuvo otras reediciones de sus cómics:
- CEREBUS N.º 0 (1993): número especial que incluye los números 51, 112/113, 137 y el primer capítulo del número 138. Estas historias nunca se han editado en ningún tomo de Cerebus.
- SWORDS OF CEREBUS (1981-1984): la colección está formada por 6 números:
  - N.º 1: contiene los números 1-4, también incluye una nueva historia corta realizada por Dave Sim y Marshall Rogers «The Name of the Game is Diamondback».
  - N.º 2: contiene los números 5-8, incluye la historia corta «Demonhorn» publicada anteriormente en Nucleus N.º 1. También incluye la nueva historia corta «The Morning After». Ambas historias son realizadas por Sim.
  - N.º 3: contiene los números 9-12, también incluye unas nuevas historias cortas «Whatever Happened Beetween Issues Twenty and Twenty-one» y «Magicking» (esta historia corta pudo haberse dibujado entre los números 12-13, también cronológicamente esta historia sucede entre los números 12-13) ambas realizadas por Sim, y reeditadas en Cerebus World Tour Book, «Magicking» se reeditó también en Cerebus Bi-Weekly Special.
  - N.º 4: contiene los números 13-16, incluye la historia corta «Silverpoon» publicada anteriormente en planchas en Comics Buyer's Guide, realizada por Sim.
  - N.º 5: contiene los números 17-20, incluye una nueva historia corta «Cerebus Dreams» realizada completamente por Barry Windsor-Smith (la portada también es del propio Smiht).
  - N.º 6: contiene los números 21-25, incluye una nueva historia corta «A Night On The Town» realizada por el propio Sim (en la primera edición del libro tuvieron un error de imprenta y no se incluyó por error el N.º 25, para corregir error se hizo un suplemento que incluía el número 25, pero más adelante sacaron una nueva edición que incluía ya los números 21-25).
- BI-WEEKLIES(1988-1992): Reedición de los primeros cómics de Cerebus semanalmente y número por número.
  - «Cerebus Bi-Weekly» (1988-1989): Colección de 25 números que incluyen Cerebus números 1-25. También se publicó un especial sin numeración, considerado como el Nº26 que incluye las historias cortas «Magicking» y «Silverpoon».
  - «Cerebus:High Society» (1990-1991): Colección de 25 números que incluyen Cerebus números 26-50. En buena parte de los números se incluyeron unas páginas extras de bocetos y curiosidades.
  - «Cerebus:Church and State» (1991-1992): Colección de 30 números que incluyen Cerebus números 51-80.
- CEREBUS WORLD TOUR BOOK (1995): Especial que incluye las historias cortas de «Swords of Cerebus» números 1-6 (»The Name of The Game is Diamondback», «The Morning After», «Whatever Happened Between Issues Twenty and Twenty-One», «Magicking», «Silverpoon», «Cerebus Dreams» y «A Night in the Town»). Aparte se incluye una historia original sin título en que colaboran Sim y Chester Brown. Después de unos meses tuvo una segunda edición denominado «Cerebus NOT World Tour Book».
- CEREBUS GUYS PARTY PACK (1996): Reedición de los cuatro primeros capítulos del arco de «Guys» con los números 201 a 204. Incluye una pequeña sección de bocetos y comentarios.

Por otro lado Cerebus ha tenido colecciones y especiales fuera de colección:
- CEREBUS JAM (1985): Especial que recopila historias cortas originales donde Sim y Gerhard colaboran con varios autores. Incluye «The Defense of Fort Columbia» (junto con Scott y Bob Hampton); «The First Invention of Armor 1404» (junto con Murphy Anderson); «Squinteye the Sailor» (junto con Terry Austin) y «Cerebus vs the Spirit» (junto con Will Eisner). La última historia se ha llegado a reeditar en el volumen 26 de la recopilación de Will Eisner's The Spirit Archives.
- FREE CEREBUS (1992): Grapa promocional que se dedica a resumir los acontecimientos de la serie desde el inicio hasta el momento se publicaba en el momento justo en el comienzo de la saga de «Mothers and Daughters».
- CEREBUS GUIDE TO SELF PUBLISHING (1997): A pesar de aparecer Cerebus en la portada y título realmente la grapa es un ensayo de Sim sobre su forma de ver la forma de auto editar cómics.
- FOLLOWING CEREBUS (2004-2011): Colección de Sim que trataba de recopilar textos, entrevistas y curiosidades de su obra magna. Consto en total de 12 números.
- CEREBUS ARCHIVE (2009-2011): Colección de Sim que reedita muchos de sus trabajos independientes realizados antes y durante la realización de Cerebus aparte de la inclusión de textos y entrevistas.
- CEREBUS IN HELL? (2016-actualidad): La «colección» actual del personaje donde Sim hace tiras cómicas de Cerebus en el Infierno. Inicialmente pensada como una miniserie de cinco números, pero debido a su aceptación la continúa en forma de especiales unitarios.

### Edición española
Tras haber publicado la editorial Ponent mon el cómic Judenhass de Dave sim y Gerhard, Sim acepta finalmente la traducción de Cerebus al español, una cosa impensable hace bastantes años. Su publicación fue a finales de abril del 2010, eso sí, Ponet mon empezará Cerebus por el tomo segundo: «High society» (Alta sociedad) por petición expresa del autor. Lamentablemente debido a las bajas ventas la edición española solo abarcó una parte de la serie editando los tomos 2 a 5 originales.
- Alta Sociedad (2010): edición del tomo High Society. Contiene Cerebus números 26 a 50.
- Iglesia y Estado (Primera parte) (2011): edición del tomo Church & State (Volumen 1). Contiene Cerebus números 52 a 80.
- Iglesia y Estado (Segunda parte) (2011): edición del tomo Church & State (Volumen 2). Contiene Cerebus números 81 a 111.
- La Historia de Jaka (2012): edición del tomo Jaka's Story. Contiene Cerebus números 114 a 136, 138.

## Recepción e influencia
Cerebus ha sido calificado como uno de los mejores personajes en la historia de los cómics. Wizard lo calificó como el 63.er personaje de cómics más grande, mientras que Empire lo calificó como el 38.º personaje de cómics más grande, y lo describió como un personaje nacido de una extravagancia brillante. IGN colocó a Cerebus como el 91.er héroe de cómics más grande de todos los tiempos, afirmando que muy pocos nombres tienen tanta influencia en la escena de cómics independientes como Cerebus y que la marca de Cerebus en la industria será eterna.
En un momento en que la serie estaba terminada en un 70 %, el célebre escritor de cómics Alan Moore escribió: «Cerebus, como si tuviera que decirlo, sigue siendo para los cómics lo que el hidrógeno es para la tabla periódica».
Entre las series influidas por Cerebus, puede destacarse Gorka (1991) del español Sergi San Julián.